# Adlullia nova
Adlullia nova är en fjärilsart som beskrevs av Alexander Schintlmeister 1994. Adlullia nova ingår i släktet Adlullia och familjen tofsspinnare. Inga underarter finns listade i Catalogue of Life.